# Lil Lotus
Lil Lotus, de son nom civil John Elias Villagran III (né le 1er mars 1994 à Dallas, au Texas), est un chanteur américain. Il compte deux albums studio en solo, quatre EP en solo, trois EP en collaboration et deux EP bonus en tant que membre du groupe de hip-hop alternatif Boyfriendz et trois EP en tant que membre du groupe de post-hardcore If I Die First.
Après avoir commencé sa carrière en jouant dans plusieurs groupes locaux de metalcore au Texas, il entame une carrière solo acoustique en 2016 sous le nom de Tremor. Après avoir posté un certain nombre de chansons sur SoundCloud, il est devenu de plus en plus influencé par la scène rap emo émergente sur la plateforme, ce qui l'amène à prendre le surnom de Lil Lotus, et à s'associer avec des membres et des affiliés de GothBoiClique. 

## Biographie
Villagran commence à enregistrer et à mixer de la musique acoustique en solo et à télécharger les chansons en ligne en 2016. À cette époque, il se produisait sous le nom de Tremor,. Il change rapidement son nom de scène en Lil Lotus, après avoir été présenté et influencé par le son des membres de GothBoiClique, Wicca Phase Springs Eternal, Horse Head et Coldhart. Sa carrière se développe lorsqu'il commence à avoir des morceaux comme Run Home et Scared to Die téléchargés sur des chaînes YouTube telles que Astari. Le 15 juin 2017, il sort l'EP Bodybag. Le 14 septembre 2017, il sort la chanson Ur Dad Has A Gun en featuring avec Shinigami. Un clip sort pour la chanson Bodybag, qui met en scène Coldhart, le 15 janvier 2018. Entre 3 mars et le 4 avril 2018, il se consacre à la musique. Entre le 3 mars et le 6 avril, il assure la première partie de la tournée américaine de Nothing,Nowhere aux côtés de Shinigami et Jay-Vee. Du 13 au 31 mai, il assure la première partie de la tournée américaine de Senses Fail aux côtés de Sharptooth. Le 10 août, il sort un EP en collaboration avec Horse Head intitulé I Did This to Mysel. Il apparaît sur la chanson Don't Take Me For Pomegranate de I Set My Friends on Fire sortie le 7 septembre. Du 5 au 9 octobre, il fait la première partie de Papa Roach lors de leur courte tournée américaine, aux côtés de Of Mice et Jay-Vee. Le 31 mai 2019, il sort un EP en collaboration avec I Set My Friends on Fire, comprenant un titre où Villagran reprend I Set My Friends on Fire, un titre où I Set My Friends on Fire reprend Villagran et deux titres originaux.
Le 3 février 2020, il participe au single Promise de Tisoki. Le 21 février 2020, il sort le single I Don't Even Like U. Le 6 avril, il sort le single Never Felt Better. Le 15 mai, il sort l'EP All My Little Scars, Vol. 1, le premier d'une trilogie d'EPs publiés en 2020[22]. Il participe à la chanson « Dead Roses » de Slit, qui sort le 31 juillet. Le 3 août, il sort l'EP All My Little Scars Vol. 2. Le 31 août, il sort le dernier EP de la trilogie All My Little Scars,. Le 16 février 2021, il sort le single Girl Next Door en featuring avec Lil Aaron. Le 25 mai, il sort le single Romantic Disaster en featuring avec Chrissy Costanza, et annonce la sortie de son premier album Errør Bøy. Le 29 juin, il sort le single Think of Me Tonight. Le 1er août, il sort le single Rooftop, et Errør Bøy sort officiellement le 20 août 2021.

## Discographie

### Albums studio
- 2021 : Errør Bøy (Epitaph)
- 2023 : Nosebleeder (Epitaph)

### EP
- 2017 : Bodybag (Repost Records)
- 2020 : All My Little Scars, Vol. 1 (Epitaph Records)
- 2020 : All My Little Scars, Vol. 2 (Epitaph Records)
- 2020 : All My Little Scars, Vol. 3 (Epitaph Records)

### Collaborations
- 2018 : I Did This to Myself (EP avec Horse Head)
- 2019 : Online Now (EP avec I Set My Friends on Fire)
- 2020 : Bullet (EP avec Nedarb)

### Autres
- 2017 : Boyfriendz (avec Boyfriendz)
- 2019 : BFZ2 (avec Boyfriendz)
- 2020 : My Poison Arms (avec If I Die First)
- 2021 : Bloodstainedeyes (split-EP avec SeeYouSpaceCowboy) (sous If I Die First)